# Markowskie
Markowskie (inna nazwa Markowiczowa Wola, niem. Markowsken) – wieś w Polsce położona w województwie warmińsko-mazurskim, w powiecie oleckim, w gminie Wieliczki.
W latach 1975–1998 miejscowość administracyjnie należała do województwa suwalskiego.

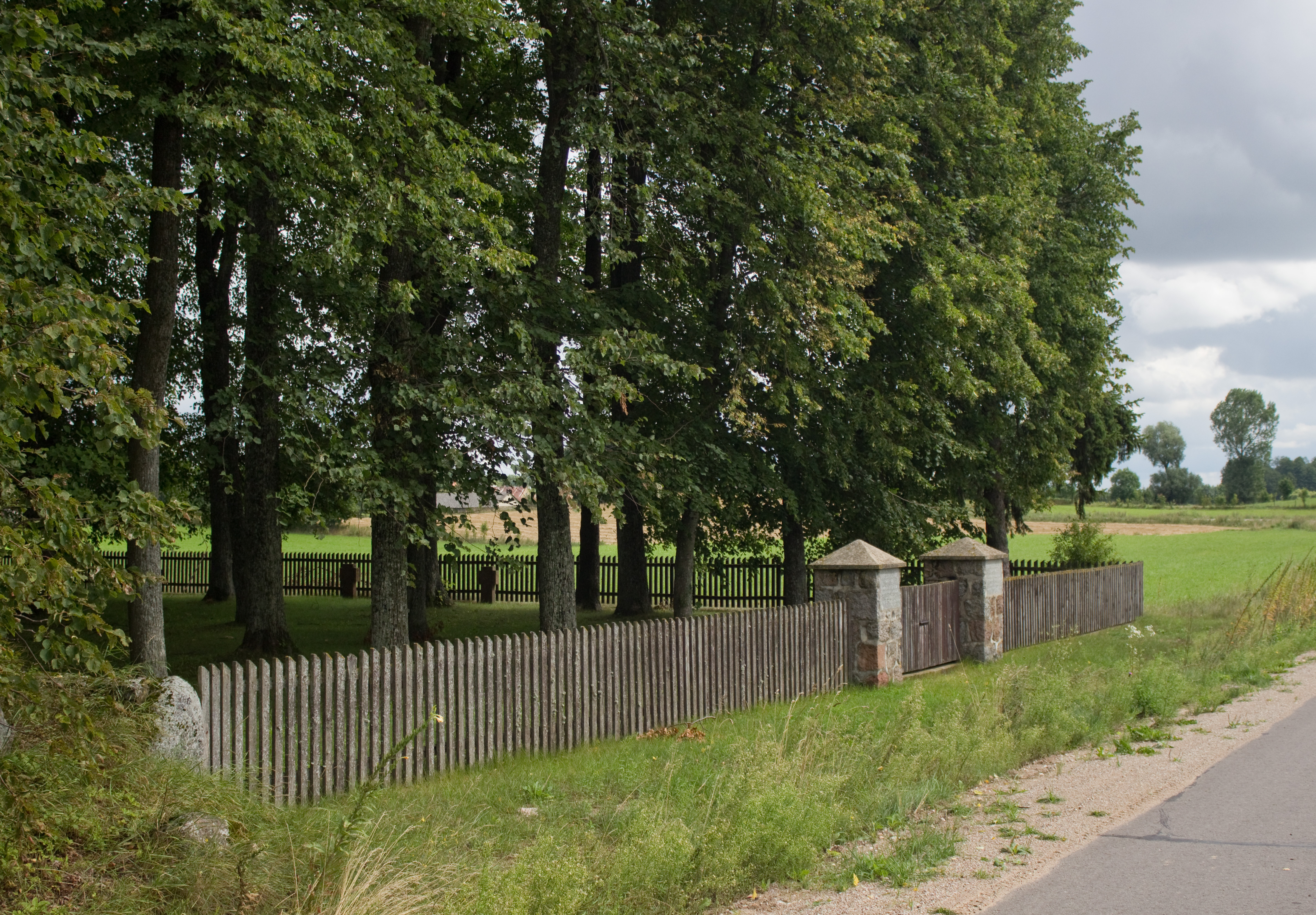
Cmentarz

Wieś wymieniana w dokumentach już w 1561 r. W dniu 27 września 1613 roku Markowskie nadane zostały na prawie lennym Baltazarowi Fuchsowi, staroście oleckiemu, który zrzekł się za to 50 włók w starostwie ryńskim. W roku 1800 Markowskie były wsią szlachecką. Wieś w XIX w., która wtedy nazywano także Markowiczową Wolą, wyróżniała się porządkiem i gospodarnością, w dużym stopniu dzięki działalności miejscowego reformatora - Jana Jenczio. Miejscowa szkoła powstała około 1740 roku. Nazwę późniejszą - Markowsken - zmieniono (w ramach akcji germanizacyjnej władz hitlerowskich) w 1938 roku na Markau. W tym czasie mieszkało tu 337 osób.
Bibliografia:
- OLECKO Czasy, ludzie, zdarzenia Tekst: Ryszard Demby, wyd. 2000